# Pseudocoremia berylia
Pseudocoremia berylia är en fjärilsart som beskrevs av Gordon J. Howes 1943. Pseudocoremia berylia ingår i släktet Pseudocoremia och familjen mätare. Inga underarter finns listade i Catalogue of Life.